# Lisa Lambe
Lisa Lambe, född 1 augusti 1984 i Dublin, är en irländsk sångerska som är medlem i gruppen Celtic Woman. Hon sjunger traditionell irisk musik, oftast på iriska. Hennes första solo-CD var "Hiding Away", släppt 2015.